# اوکلند، شهرستان لارنس، پنسیلوانیا
اوکلند (به انگلیسی: Oakland) یک منطقهٔ مسکونی در ایالات متحده آمریکا است که در پنسیلوانیا واقع شده‌است. اوکلند ۱٬۵۶۹ نفر جمعیت دارد.